# Pseudoricopis excavatipennis
Pseudoricopis excavatipennis, vrsta kukca iz reda Coleoptera (kornjaša), porodica Cerambycidae (Strizibube). Klasificirao ga je Breuning, 1970. 
Jedini je predstavnik u rodu Pseudoricopis initar kojeg pripada tribusu Desmiphorini i potporodici Lamiinae. Zemlja rasprostranjenosti: Tajland.